# Романівка (Покровський район)
Рома́нівка — село Мар'їнської міської громади Покровського району Донецької області, Україна. У селі мешкає 109 людей.

## Загальні відомості
Розташоване на правому березі р. Сухі Яли. Відстань до райцентру становить близько 20 км і проходить автошляхом місцевого значення.

## Населення
За даними перепису 2001 року населення села становило 109 осіб, із них 99,08 % зазначили рідною мову українську та 0,92 % — російську.